# Norsholmen, Lovisa
Norsholmen är ett skär i Finland. De ligger i Finska viken och i kommunerna Lovisa och Pyttis i landskapen Nyland och Kymmenedalen, i den södra delen av landet. Det ligger omkring 88 kilometer öster om Helsingfors.
Norsholmen area är 2 hektar och dess största längd är 230 meter i sydväst-nordöstlig riktning.
Gränsmärket för kommungränsen mellan Lovisa och Pyttis kommuner står i vattnet några meter utanför Norsholmen. Ett mindre skär tätt öster om Norsholmen ligger i Pyttis medan Norsholmen ligger i Lovisa.